# Васькино (Кирилловский район)
Васькино — деревня в Кирилловском районе Вологодской области.
Входит в состав Алёшинского сельского поселения, с точки зрения административно-территориального деления — в Алёшинский сельсовет.
Расстояние до районного центра Кириллова по автодороге — 14,6 км, до центра муниципального образования Шиндалово по прямой — 4 км. Ближайшие населённые пункты — Косые Гряды, Сокирино, Леунино, Алёшино, Кузино, Шиляково, Макаровская.
По переписи 2002 года население — 95 человек (35 мужчин, 60 женщин). Всё население — русские.